# 1982年歐洲羽毛球錦標賽
1982年歐洲羽毛球錦標賽為第8屆歐洲羽毛球錦標賽，是一項由歐洲羽毛球聯合會（European Badminton Union）主辦的歐洲區內國際性羽毛球賽事。本屆賽事於1982年4月13日-18日在西德伯布林根舉行。

## 獎牌榜

### 國家獎牌榜
| 排名 | 国家／地区 | 金牌 | 银牌 | 铜牌 | 總數 |
| ---- | ---------- | ---- | ---- | ---- | ---- |
| 1    | 英格兰     | 3    | 5    | 3    | 11   |
| 2    | 丹麦       | 2    | 0    | 5    | 7    |
| 3    | 瑞典       | 1    | 1    | 3    | 5    |
| 總數 | 總數       | 6    | 6    | 11   | 23   |

### 項目獎牌榜
| 項目     | 金牌                            | 银牌                  | 铜牌                           |
| 混合團體 | 英格兰                          | 瑞典                  | 丹麦                           |
| 男子單打 | Jens Peter Nierhoff             | 雷·史蒂芬斯           | Claus Andersen                 |
| 男子單打 | Jens Peter Nierhoff             | 雷·史蒂芬斯           | 尼克·耶茨                      |
| 女子單打 | 麗娜·科彭                       | 凱倫·布里吉           | 克莉斯汀·梅紐森                |
| 女子單打 | 麗娜·科彭                       | 凱倫·布里吉           | 珍·韋伯斯特                    |
| 男子雙打 | 斯特凡·卡爾森 托马斯·希尔斯特伦 | 馬丁·杜 麥克·崔格特   | 克拉斯·諾丁 Lars Wengberg      |
| 男子雙打 | 斯特凡·卡爾森 托马斯·希尔斯特伦 | 馬丁·杜 麥克·崔格特   | 雷·史蒂芬斯 安迪·古德          |
| 女子雙打 | 吉莉安·吉爾克斯 吉莉安·克拉克   | 諾拉·佩里 珍·韋伯斯特 | 朵蒂·凱爾 內蒂·尼爾森          |
| 女子雙打 | 吉莉安·吉爾克斯 吉莉安·克拉克   | 諾拉·佩里 珍·韋伯斯特 | 麗娜·科彭 安妮·斯科夫高        |
| 混合雙打 | 馬丁·杜 吉莉安·吉爾克斯         | 麥克·崔格特 諾拉·佩里 | Lars Wengberg Anette Börjesson |
| 混合雙打 | 馬丁·杜 吉莉安·吉爾克斯         | 麥克·崔格特 諾拉·佩里 | 斯蒂恩·斯科夫高 安妮·斯科夫高  |